# Bafican
Bafican (ou Bafikane) est un village du Sénégal situé en Basse-Casamance, à l'ouest de Ziguinchor en direction de l'océan Atlantique et à proximité de la frontière avec la Guinée-Bissau. Il fait partie de la communauté rurale de Nyassia, dans l'arrondissement de Nyassia, le département de Ziguinchor et la région de Ziguinchor.
Lors du dernier recensement (2002), la localité comptait 178 habitants et 25 ménages.
On y pratique la riziculture.